# یوهایو
یوهایو (به انگلیسی: Uhive) شبکه اجتماعی هم‌رسانی عکس و ویدئو است که ام ایچ جی و گروهش آن را بنیان گذاری کردند و هم‌اکنون پلاسماگ مالکیت آن را برعهده دارد. این نرم‌افزار این امکان را به کاربران خود می‌دهد که عکس‌ها و ویدئوهای خود را در دیگر شبکه‌های اجتماعی مانند فیس‌بوک، توییتر، اینستاگرام، تامبلر و فلیکر همرسانی کنند. کاربران هم‌چنین می‌توانند از فیلترهای دیجیتال برای تصاویرشان استفاده کنند.
یوهایو یک نرم‌افزار مالکیتی است و برای آی‌اواس، اندروید در دسترس است.